# Vaux-devant-Damloup
Vaux-devant-Damloup is een gemeente in het Franse departement Meuse in de regio Grand Est en telt 70 inwoners (2009). De plaats maakt deel uit van het arrondissement Verdun. Op 1 januari 2019 fuseerde de gemeente met Douaumont tot de commune nouvelle Douaumont-Vaux, waarvan Vaux-devant-Damloup de hoofdplaats werd.

## Geschiedenis

Amerikaanse luchtfoto van de ruïnes van Vaux, Frankrijk, maart - november 1918.

In de Eerste Wereldoorlog is de plaats verwoest en geheel ontvolkt geraakt. Na de oorlog is de plaats, in tegenstelling tot de meeste plaatsen op het slagveld van Verdun, 500 meter verderop weer opnieuw opgebouwd.

## Geografie
De oppervlakte van Vaux-devant-Damloup bedraagt 6,7 km².
De onderstaande kaart toont de ligging van Vaux-devant-Damloup met de belangrijkste infrastructuur en aangrenzende gemeenten.

## Demografie
Onderstaande figuur toont het verloop van het inwonertal (bron: INSEE-tellingen).